# Forza Motorsport 4
Forza Motorsport 4 – amerykańska konsolowa gra z serii Forza Motorsport symulująca wyścigi samochodowe wyprodukowana przez Turn 10 oraz wydana przez Microsoft Game Studios 11 października 2011 roku.

## Rozgrywka
Forza Motorsport 4 jest symulatorem wyścigów samochodowych.
Do gry wprowadzono nowy tryb World Tour – zawody rozgrywane na torach wyścigowych w różnych częściach świata. Prezentacja wyścigów odbywa się na mapie Ziemi, na której kamera wskazuje konkretny tor. Wyścigi odbywają się o różnych porach dnia. Gracz może wypożyczać samochody.
W grze zawarto tryb Autovista, w którym to gracz może obejrzeć każdy szczegół z ograniczonej liczby pojazdów.
W stosunku do poprzednich części zmieniono oraz dodano nowe funkcje społecznościowe, każdy gracz może utworzyć swój klub samochodowy.